# Флаг Кабо-Верде
Государственный флаг Республики Кабо-Верде принят 22 сентября 1992 года.
Флаг состоит из пяти горизонтальных полос — синей, белой, красной, белой и синей в соотношении между собой как 6:1:1:1:3. Поверх полос ближе к древку по окружности с радиусом в 1/4 ширины флага расположены десять жёлтых пятиконечных звёзд. Центр окружности находится на осевой линии красной полосы и отстоит от древкового края полотнища на 3/8 длины флага.
Синий цвет флага символизирует бесконечные просторы неба и океана, белый — мир, красный — упорство. 10 звёзд — количество обитаемых островов, окружность — единство государства.
Автор проекта флага — архитектор Педро Грегорио Лопес (Pedro Gregorio Lopes).

## История флага

### Колониальный период

Должностной флаг губернатора португальской колонии

Во второй половине XV века португальцы открыли и колонизовали ранее необитаемые острова Кабо-Верде (до 1986 года в отечественной литературе использовалось название «острова Зелёного Мыса»). Помимо переселенцев из Португалии на острова завозились рабы из различных африканских народов (в настоящее время 71 % населения Кабо-Верде составляют мулаты — потомки смешанных браков португальцев и африканских народов). Позже острова стали важной перевалочной базой работорговли. Король Португалии предоставил право португальским поселенцам из Кабо-Верде захватывать на африканском континенте, покупать и продавать рабов. Завоевание современной территории Гвинеи-Бисау шло с территории португальской поселенческой колонии Кабо-Верде, губернатору которой с 1650 года была подчинена Португальская Гвинея, в 1832—1879 годах непосредственно входившая в единую португальскую колонию Кабо-Верде.
В Кабо-Верде находилась резиденция католического епископа всей португальской Западной Африки (от Марокко до Гвинейского залива).
Губернатор Кабо-Верде имел должностной флаг единого образца с флагами губернаторов других португальских колоний — белое полотнище с двумя вертикальными зелеными полосами с изображением герба Португалии на кресте Ордена Христа с жёлтой каймой.
В 1951 году португальская колония Кабо-Верде получила статус заморской провинции (порт. província ultramarina).

Проект флага португальской заморской провинции Кабо-Верде, 1965

В 1966 году португальский вексиллолог Альмейда Лангханс (Franz Paul de Almeida Langhans) в своей книге «Гербы заморских владений Португалии» (Armorial do Ultramar Português) предложил утвердить для всех португальских заморских провинций флаги на основе флага Португалии с добавлением изображения герба заморской провинции.
Утверждённый вместе с гербами других португальских колоний в 1935 году, герб Кабо-Верде представлял собой трёхчастный щит, в основании которого, как и в гербах всех других португальских владений, были изображены зелёные и серебряные волны и в правой части в серебряном поле — пять лазуревых щитков с 5 серебряными гвоздями каждый (quina, старейший герб Португалии), а в левой части было изображение черно-золотого корабля с серебряными парусами и флагами, — как символ Кабо-Верде. Но проекты А.Лангханса даже не были рассмотрены правительством Португалии.
В 1973 году португальской заморской провинции Кабо-Верде было предоставлено внутреннее самоуправление и она получила статус автономной провинции. Её жители считались полноправными гражданами Португалии (в отличие от большинства жителей всех других владений Португалии).

### Борьба за независимость
В 1956 году кабовердеанец Амилкар Кабрал с группой своих единомышленников с островов Кабо-Верде и из португальской Гвинеи создал Африканскую партию независимости Гвинеи и Кабо-Верде (ПАИГК от порт. Partido Africano da Independência da Guiné e Cabo Verde), целью которой было создание единого независимого государства, включающего острова Кабо-Верде и португальскую Гвинею.

Флаг Африканской партии независимости Гвинеи и Кабо-Верде с 1961 года;
Государственный флаг Республики Гвинея-Бисау c 1973 года;
фактический (неофициальный) флаг автономной Республики Кабо-Верде с 19 декабря 1974 года по 4 июля 1975 года

Партийным флагом ПАИГК c августа 1961 года было полотнище панафриканских цветов, состоявшее из двух горизонтальных равновеликих полос: верхней — жёлтой и нижней — зелёной, с вертикальной широкой красной полосой у древка, в центре которой была изображена чёрная пятиконечная звезда, как символ африканского континента и его чернокожего народа, свободы и мира. Красный цвет символизировал труд и кровь, пролитую за свободу. Жёлтый символизировал стремление к достойной оплате труда и урожай сельскохозяйственных культур, обеспечивающий благополучие населения. Зелёный отображал растительные богатства природы и надежду на счастливое будущее.
24 сентября 1973 года ПАИГК провозгласила независимость Республики Гвинея-Бисау (признана Португалией 23 июля 1974 года) и партийный флаг ПАИГК стал государственным флагом этой страны.
12 марта 1974 года в рамках ПАИГК был создан Национальный комитет Кабо-Верде, который начал переговоры с властями Португалии после португальской «революции гвоздик» (порт. Revolução dos Cravos) в апреле 1974 года, требуя одновременного признания независимости Гвинеи-Бисау и предоставления независимости Кабо-Верде, которые объединятся в едином государстве.
Новое правительство Португалии в августе 1974 года признало право народа автономной провинции Кабо-Верде на независимость, в ноябре 1974 года между ПАИГК и правительством Португалии было подписано соглашение о предоставлении Кабо-Верде независимости 5 июля 1975 года, и было образовано переходное правительство, половину членов которого назначила ПАИГК. В декабре 1974 года оппозиционные по отношению к ПАИГК политические движения «Союз народов Кабо-Верде» и «Демократический Союз Кабо-Верде», представлявшие интересы мулатов, инициировали народные демонстрации против установления политической монополии ПАИГК и планируемого после предоставления независимости объединения Кабо-Верде и Гвинеи-Бисау.
19 декабря 1974 года провозглашена автономная Республика Кабо-Верде, неофициальным флагом которой считался партийный флаг ПАИГК (официальным флагом продолжал оставаться флаг Португалии.

### Период независимости

Флаг Республики Кабо-Верде
—

При провозглашении 5 июля 1975 года независимости Республики Кабо-Верде был впервые поднят её государственный флаг, представлявший собой флаг ПАИГК с добавлением на красной полосе жёлтого изображения створки раковины морского гребешка и двух стеблей кукурузы с початками.
На протяжении 1975—1980 годов Республика Кабо-Верде и Республика Гвинея-Бисау представляли собой уникальную политическую конфедерацию: у обеих стран была общая правящая политическая партия — Африканская партия независимости Гвинеи и Кабо-Верде (ПАИГК), предпринимались шаги к созданию единого государства. Доминирование в ПАИГК и в органах государственной власти Гвинеи-Бисау представителей Кабо-Верде из числа мулатов вызывало протесты среди населения и правящих кругов в Республике Гвинея-Бисау (свыше 99 % населения которой составляют народы банту) и привело к государственному перевороту в Гвинее-Бисау в ноябре 1980 года, в результате которого к власти пришли лидеры банту, не желавшие дальнейшей интеграции Гвинеи-Бисау с Кабо-Верде. Партийные функционеры ПАИГК из числа кабовердеанцев были вынуждены покинуть Гвинею-Бисау, в свою очередь, выходцы из Гвинеи-Бисау, проживавшие в Кабо-Верде, были вынуждены эмигрировать в Гвинею-Бисау (это привело к увеличению доли мулатов в населении Кабо-Верде с 63 % до 71 %).
В январе 1981 года было провозглашено преобразование на территории Кабо-Верде Африканской партии независимости Гвинеи и Кабо-Верде (ПАИГК) в Африканскую партию независимости Кабо-Верде (ПАИКВ), которая отказалась от создания единого с Гвинеей-Бисау государства.
После 15 лет однопартийного правления ПАИКВ в начале 1990 года объявила курс на создание в Кабо-Верде правового демократического государства на основе политического плюрализма. На первых многопартийных выборах, которые состоялись 13 января 1991 года, победу одержала оппозиционная партия Движение за демократию (МПД, от порт.Movimento para Democracia), президентом страны был избран независимый кандидат Антониу Машкареньяш Монтейру. Была разработана и принята новая конституция, вступившая в силу 25 сентября 1992 года. Она установила новый государственный флаг страны. В отличие от прежнего флага панафриканских цветов на флаге была отражена идея «атлантической нации», не связанной с африканским континентом.

Новый флаг коррелирует с флагом Европейского союза (использование в качестве нового флага Кабо-Верде синего полотнища с окружностью из жёлтых пятиконечных звезд) и с флагом США (белые и красная продольные полосы). Расположение 10-ти жёлтых пятиконечных звёзд на белых и красной полосах символизирует положение Кабо-Верде на важнейших трансатлантических воздушных и морских трассах.
В статье 8 (Национальные символы) конституции Республики Кабо-Верде содержится следующее описание флага:

«2. Национальный флаг состоит из пяти прямоугольников, расположенных по длине.

а).Верхний и нижний прямоугольники синего цвета, занимают верхний — половину площади полотнища флага и нижний — четверть.

b) Отделяя два синих прямоугольника, имеется три пояса, каждый из которых занимает площадь в одну двенадцатую часть флага.

c) Смежные с синими прямоугольниками пояса белого цвета и между ними — красного цвета.

d) На пяти прямоугольниках есть десять пятиконечных звёзд, которые направлены одной вершиной вверх в положении на 90 градусов, расположенные в круге, центр которого расположен на пересечении средней линии второй вертикальной четверти полотнища, считая от древка, и средней линии второй горизонтальной четверти, считая от нижнего края. Ближайшая к этому краю звезда вписана в воображаемую окружность, центр которой находится на средней линии нижнего синего пояса»''.

### Политические партии

Эмблема Африканской партии независимости Кабо-Верде

Флаг Африканской партии независимости Кабо-Верде

Африканская партия независимости Кабо-Верде
Создана 20 января 1981 года путём преобразования на территории Республики Кабо-Верде Африканской партии независимости Гвинеи и Кабо-Верде.
Эмблема и флаг партии описаны в статусе партии, принятом на VIII съезде ПАИКВ, состоявшемся в городе Прая 20 сентября 1997 года:

«Статья 3. Символы.

1. Символами ПАИКВ являются её эмблема и её флаг.

…
3. Флагом является прямоугольное полотнище, разделённое на два поля:

a. три вертикальных полосы, равных по площади, слева направо — зелёная, красная и жёлтая;

b. главное белое поле, имеющее в середине чёрную пятиконечную звезду. Акроним партии PAICV расположен под звездой.»